# بیست هزار دلار برای هفت نفر
بیست هزار دلار برای هفت نفر (انگلیسی: Twenty Thousand Dollars for Seven) یک وسترن اسپاگتی ایتالیایی به کارگردانی آلبرتو کاردونه است که در سال ۱۹۶۹ منتشر شد.

## بازیگران
- برت هالسی
- جرمانو لونگو
- آئورورا بائوتیستا
- فرناندو سانچو
- ترزا ژیمپرا
- آنتونیو کاساس
- هاوارد راس
- کلاودیو تریونفی